# Vlag van Adorp

Vlag van de gemeente Adorp

De vlag van Adorp werd op 28 mei 1985 bij raadsbesluit aangenomen als gemeentelijke vlag van de Groningse gemeente Adorp. Per 1 januari 1990 is Adorp opgegaan in de gemeente Winsum, waardoor de vlag als gemeentevlag kwam te vervallen. De vlag kan als volgt worden beschreven:
Drie horizontale gegolfde banen rood - wit - groen, met een hoogteverhouding 12:7:12, met op de scheiding van broeking en vlucht over het geheel een zwarte klimmende leeuw van 3/4 van de vlaghoogte.
De kleuren rood, wit en groen zijn ontleend aan die van het gemeentewapen, evenals de golven en de leeuw. Het zwart is afkomstig van het wapen van de heerlijkheid Harssens volgens de Coenderskaart.
Sinds 1 januari 2019 valt Adorp onder de gemeente Het Hogeland.

## Verwante afbeelding

Het wapen van Adorp

Adorp 
· Aduard 
· Appingedam 
· Bedum 
· Beerta 
· Bellingwedde 
· Bierum 
· De Marne 
· Delfzijl 
· Eemsmond 
· Eenrum 
· Finsterwolde 
· Grootegast 
· Haren 
· Hefshuizen 
· Hoogezand 
· Hoogezand-Sappemeer 
· Hoogkerk 
· Kloosterburen 
· Leek 
· Leens 
· Loppersum 
· Marum 
· Menterwolde 
· Muntendam 
· Nieuwe Pekela 
· Nieuweschans 
· Oldekerk 
· Oosterbroek 
· Oude Pekela 
· Reiderland 
· Sappemeer 
· Scheemda 
· Slochteren 
· Stedum 
· Ten Boer 
· Termunten 
· Uithuizen 
· Uithuizermeeden 
· Ulrum 
· Vlagtwedde 
· Warffum 
· Wildervank 
· Winschoten 
· Winsum 
· Zuidhorn